# Phlomis tuberosa
Espèce
Classification phylogénétique
Phlomis tuberosa est une espèce de plantes à fleurs de la famille des Lamiaceae que l'on trouve en Europe centrale et en Europe de l'Est, jusqu'en Russie européenne et en Sibérie orientale. Elle fleurit de mai à juillet.

## Synonyme
- Phlomoides tuberosa (L.) Moench

## Description
Les importantes racines tubéreuses donnent naissance à des tiges dressées pouvant atteindre 150 cm portant des fleurs rouge pourpre.

## Habitat
Phlomis tuberosa croît dans les plaines sèches et les steppes, jusqu'à 2 300 mètres d'altitude.

## Galerie

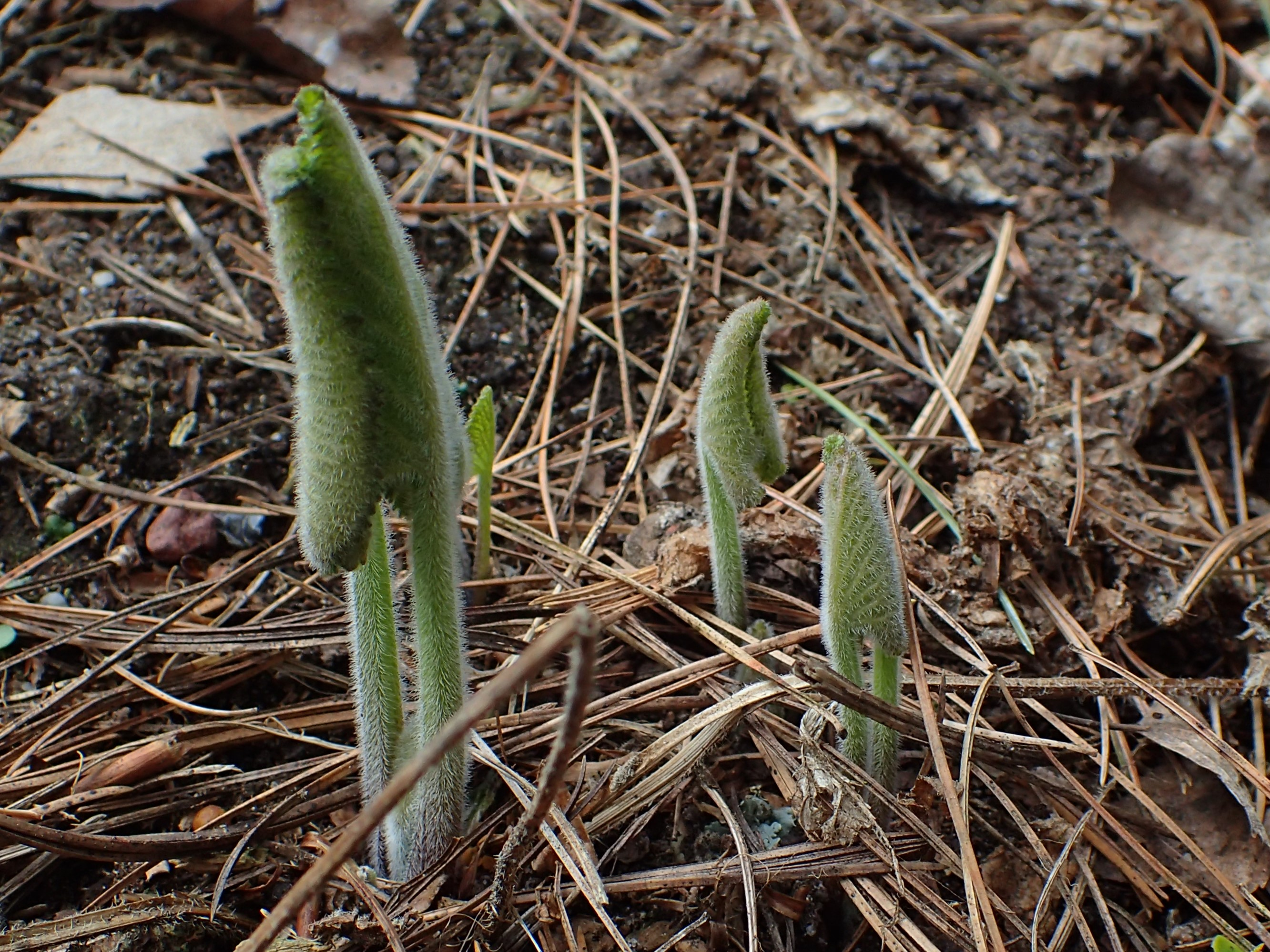
Jeunes pousses émergeant au printemps.
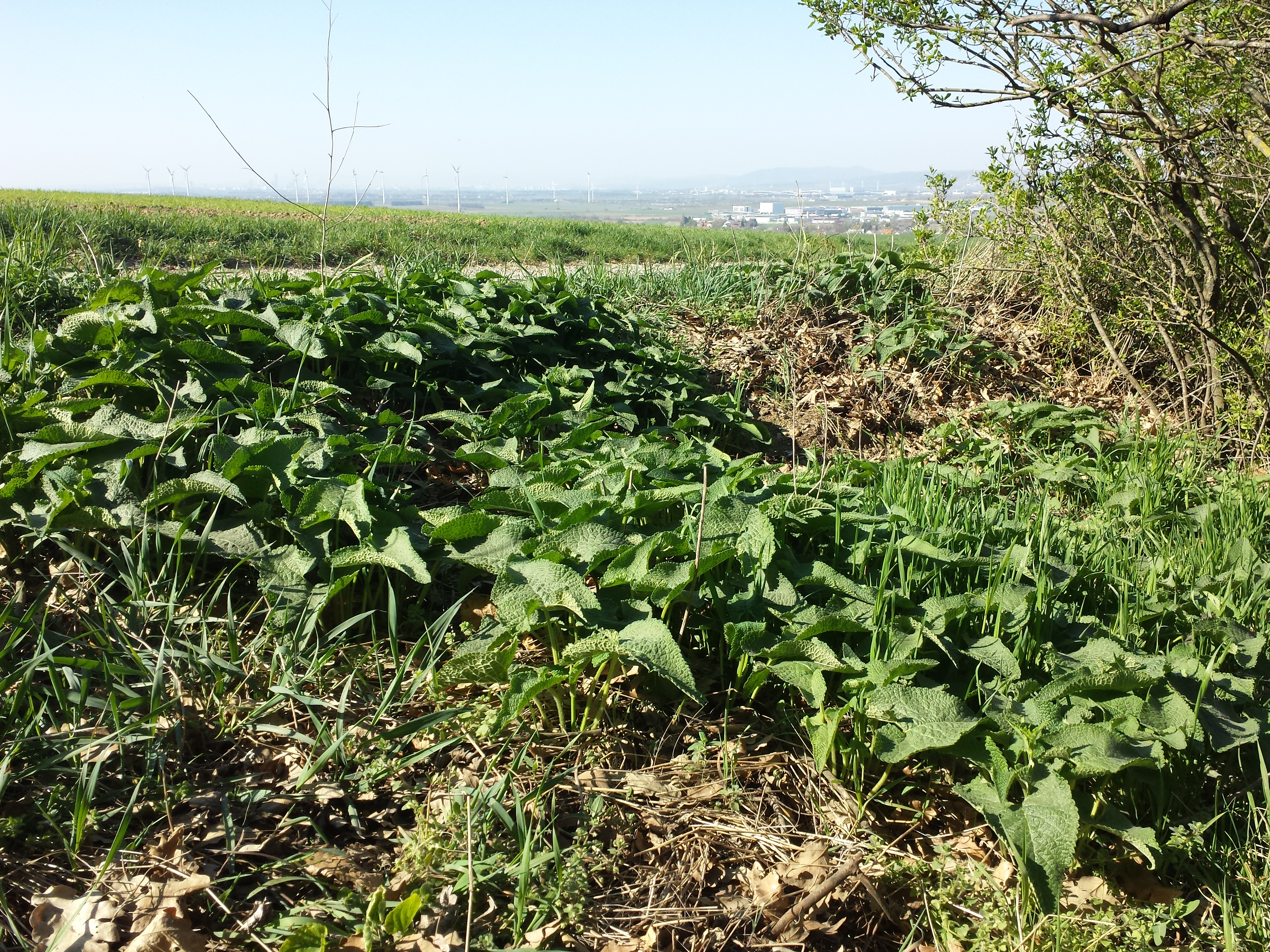
Rosettes de la base en bordure de forêt autrichienne.
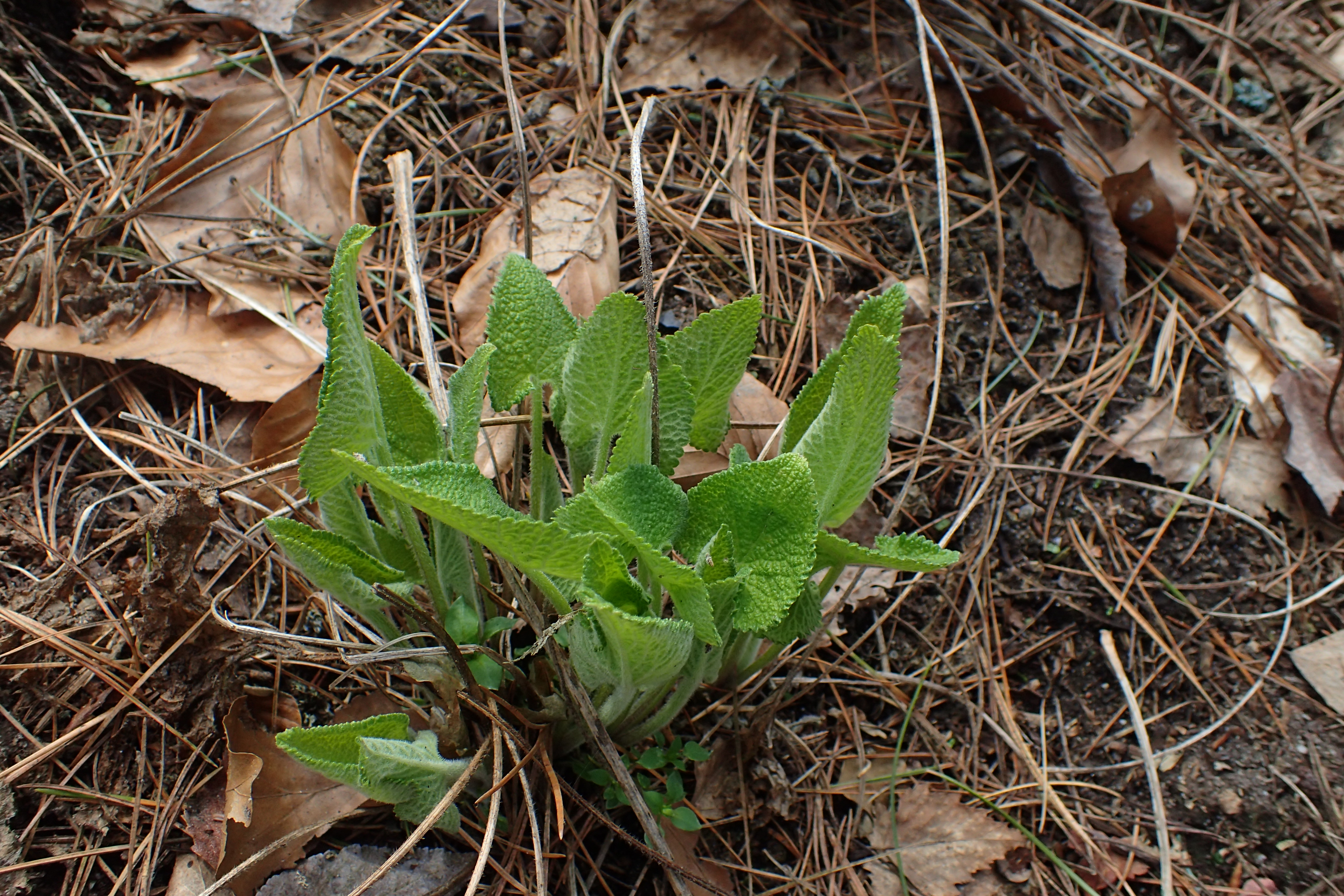
Rosette solitaire au printemps.
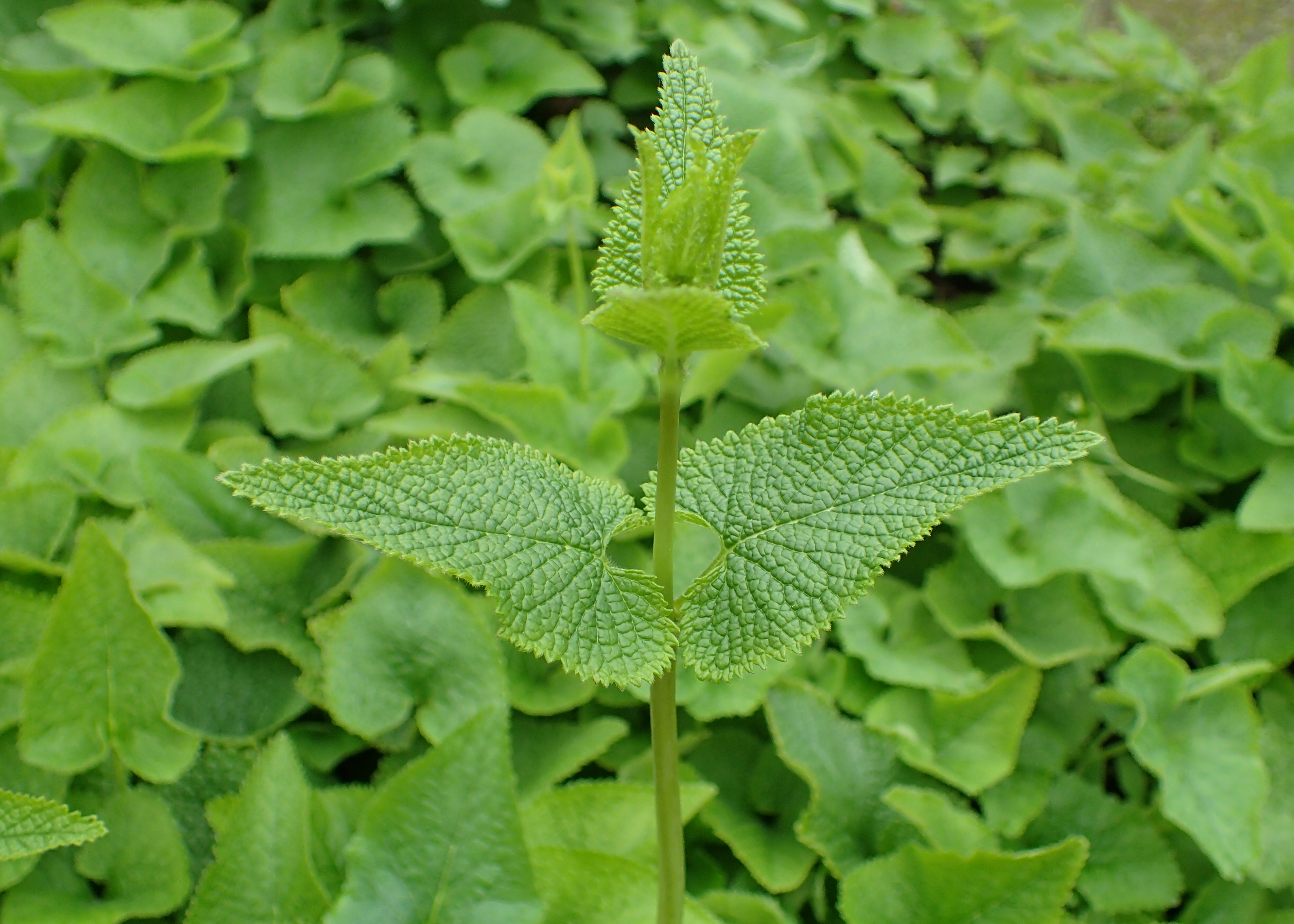
Tige portant la floraison future.
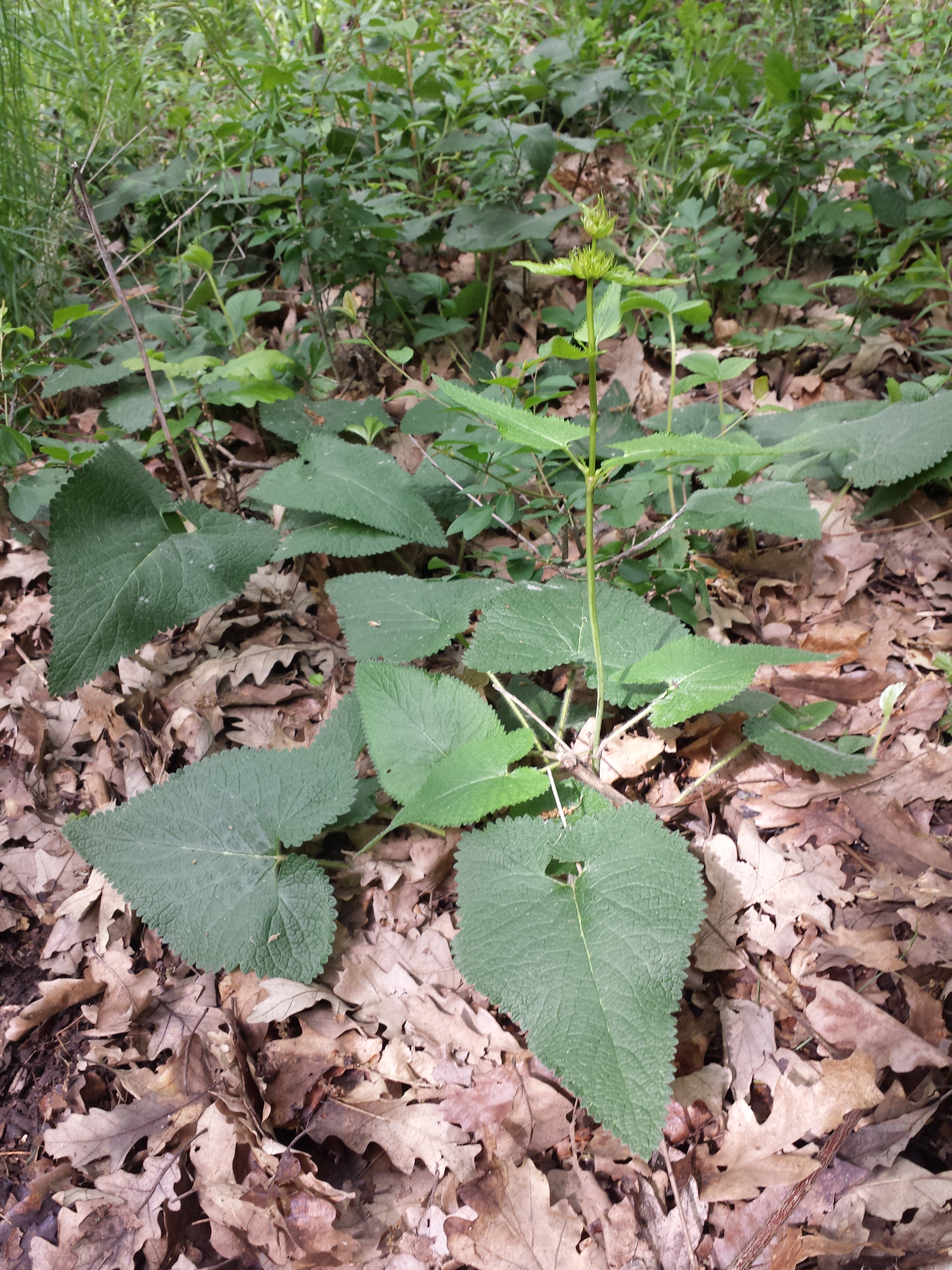
Début du fleurissement.
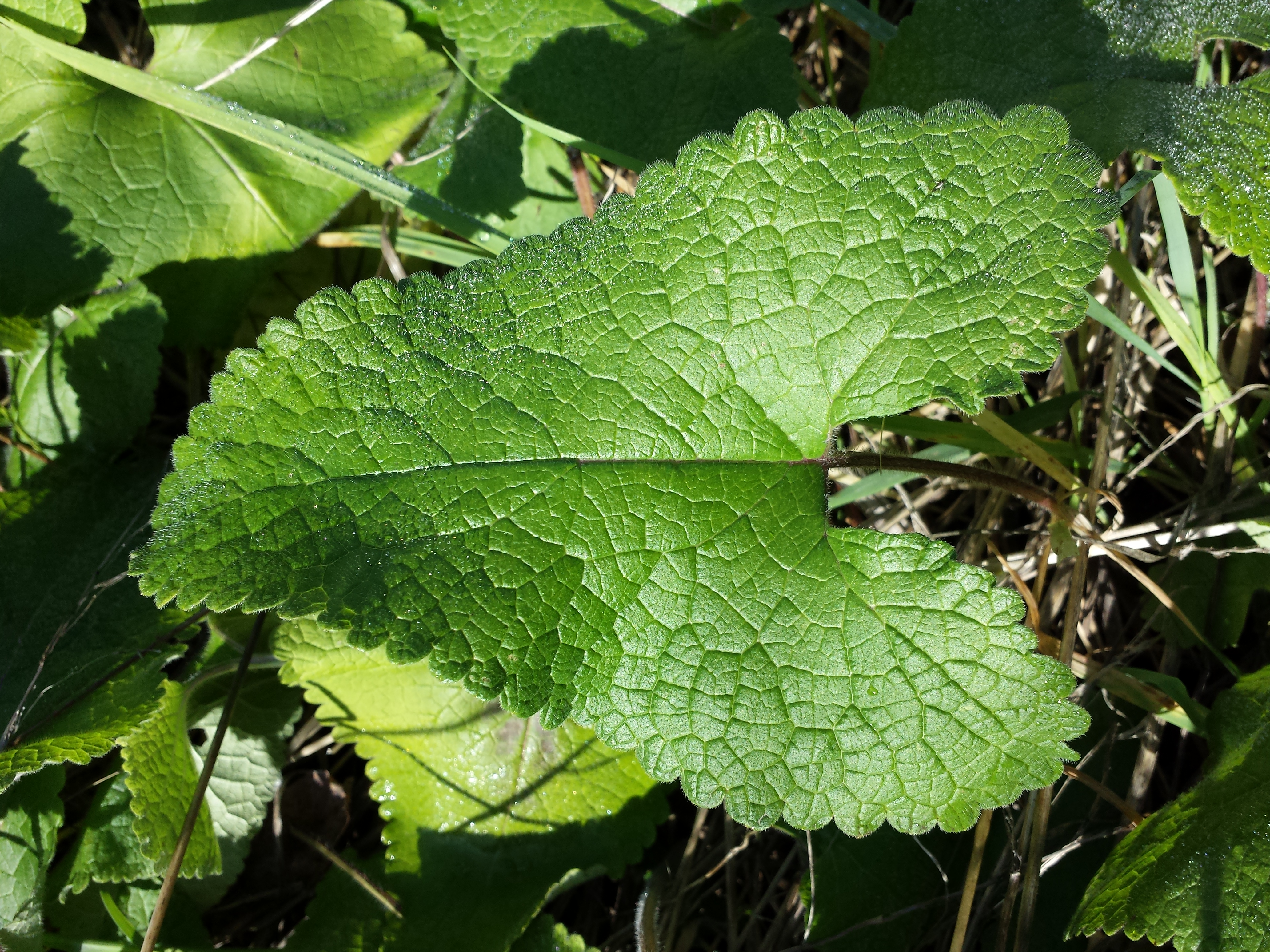
Détail d'une feuille de base.
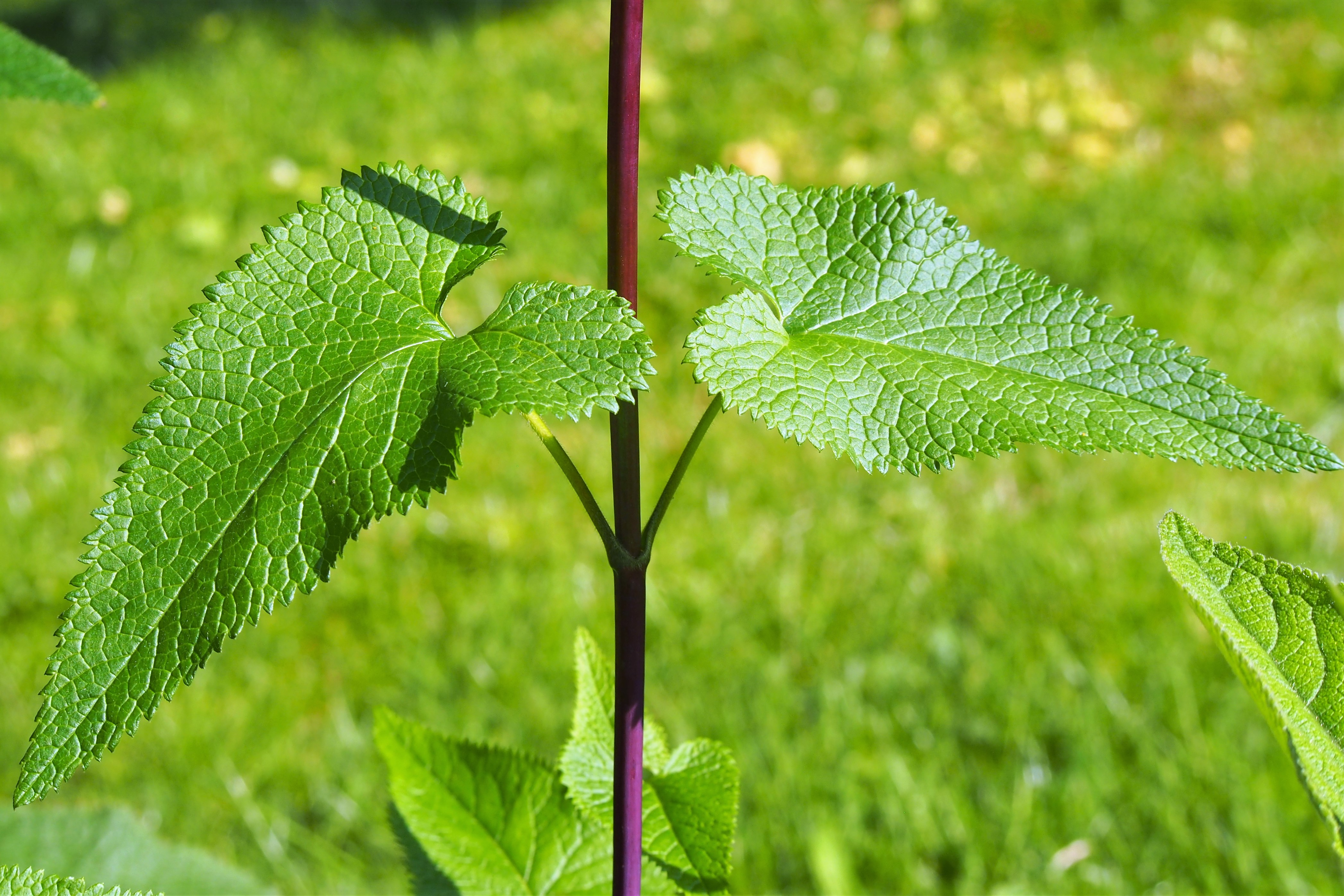
feuilles opposées appariées à un noeud.
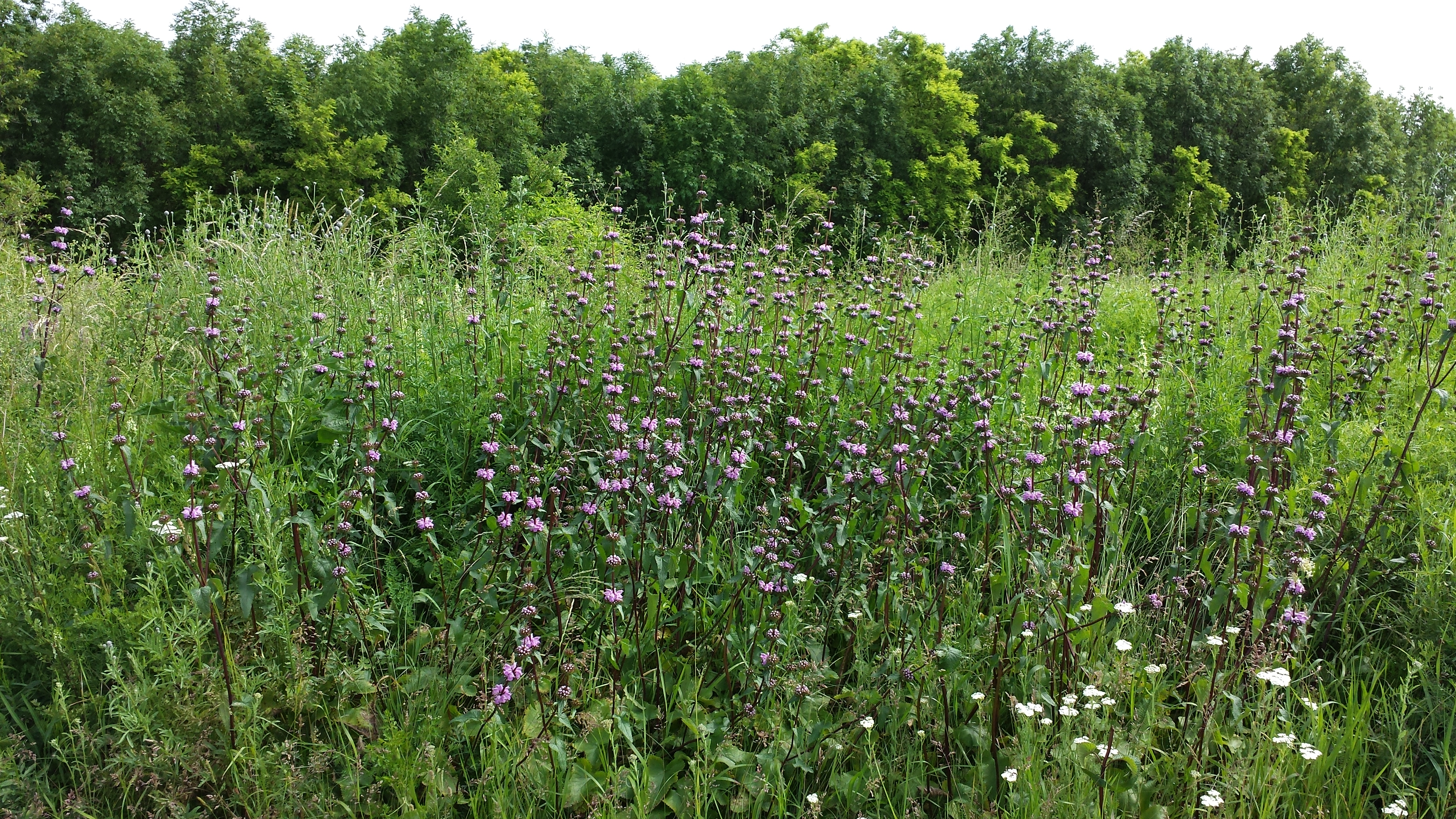
Dans les hautes herbes d'une prairie autrichienne.
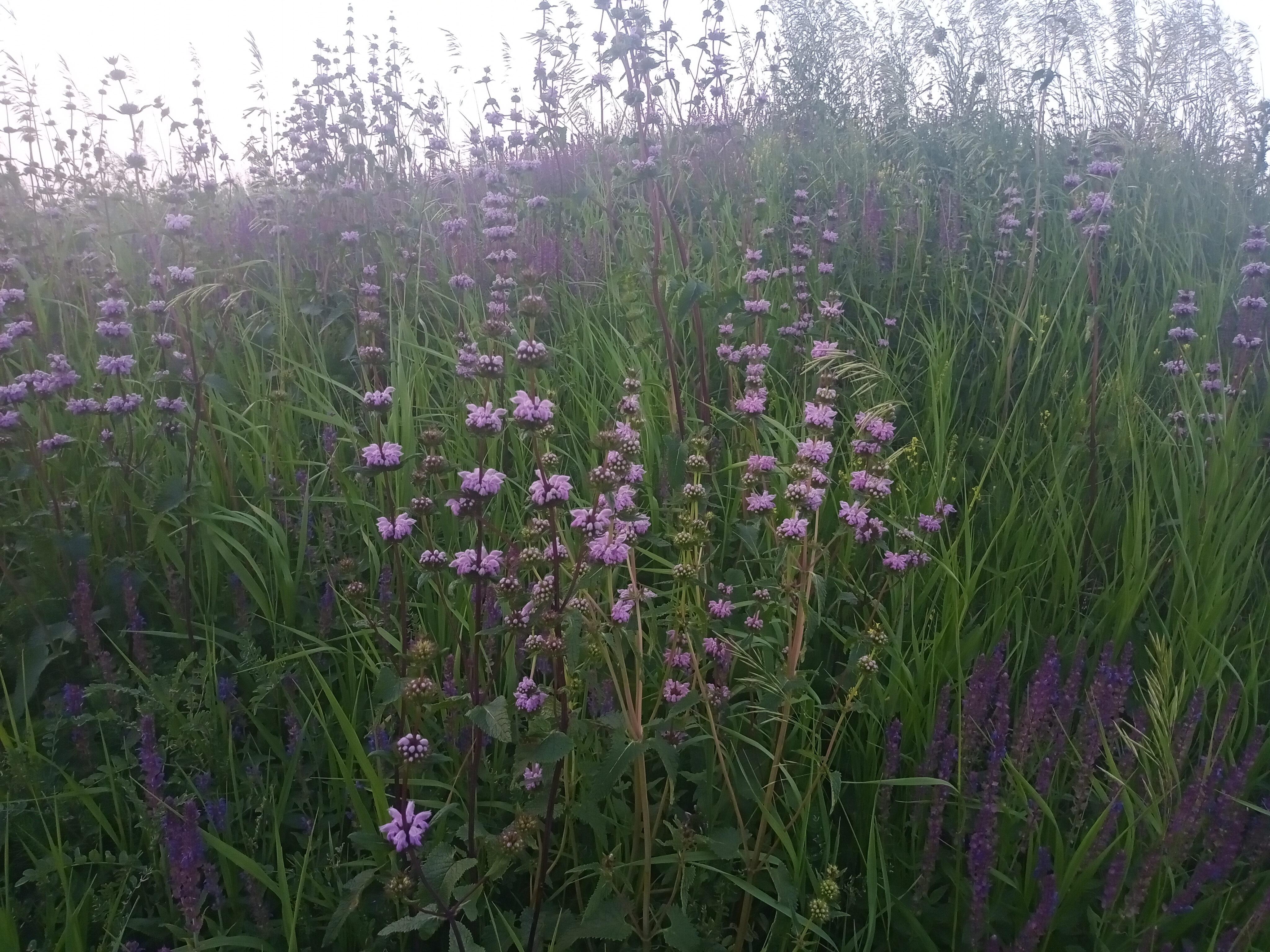
Plantes en fleurs dans une prairie, Ukraine.
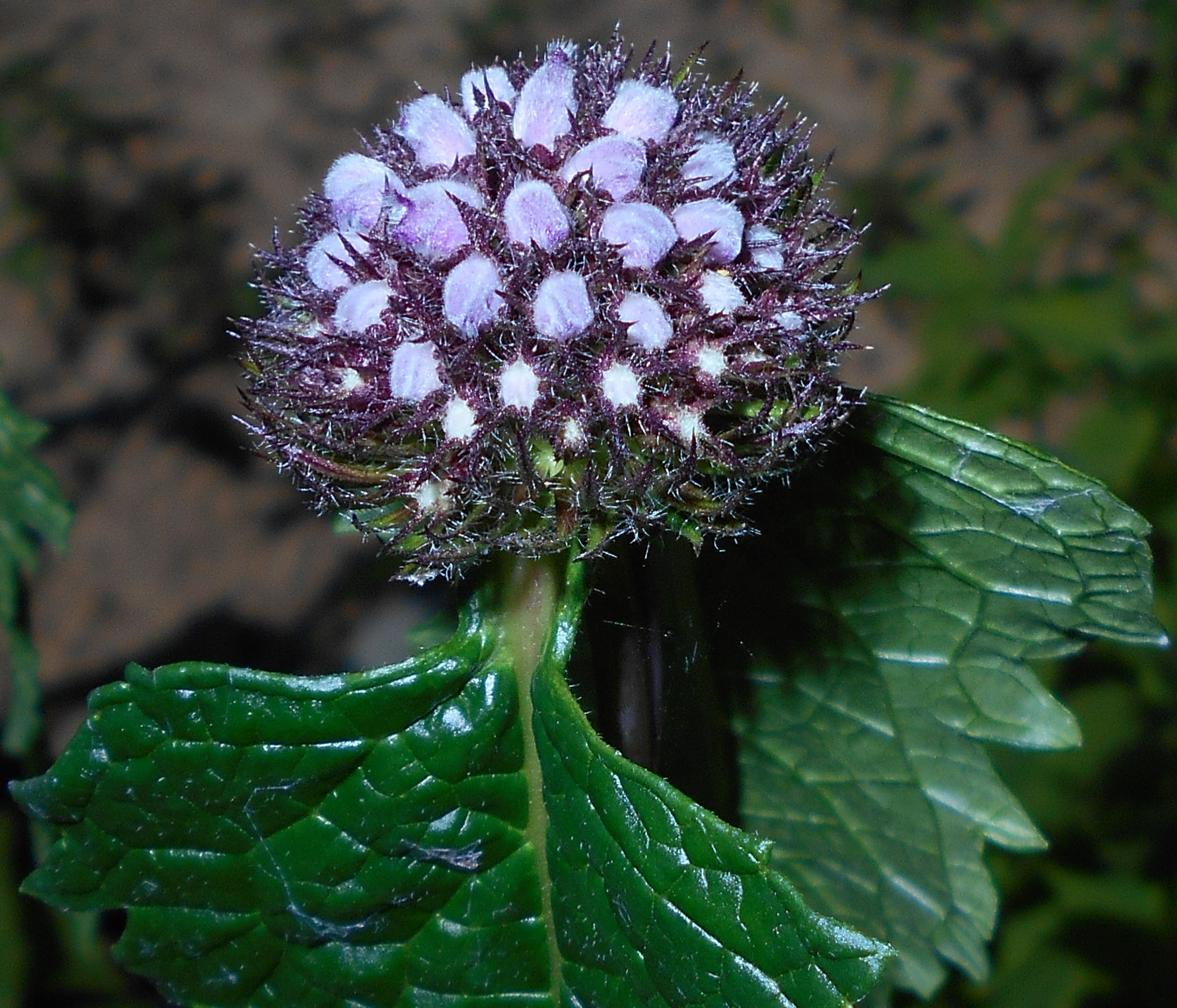
Inflorescence en boutons.
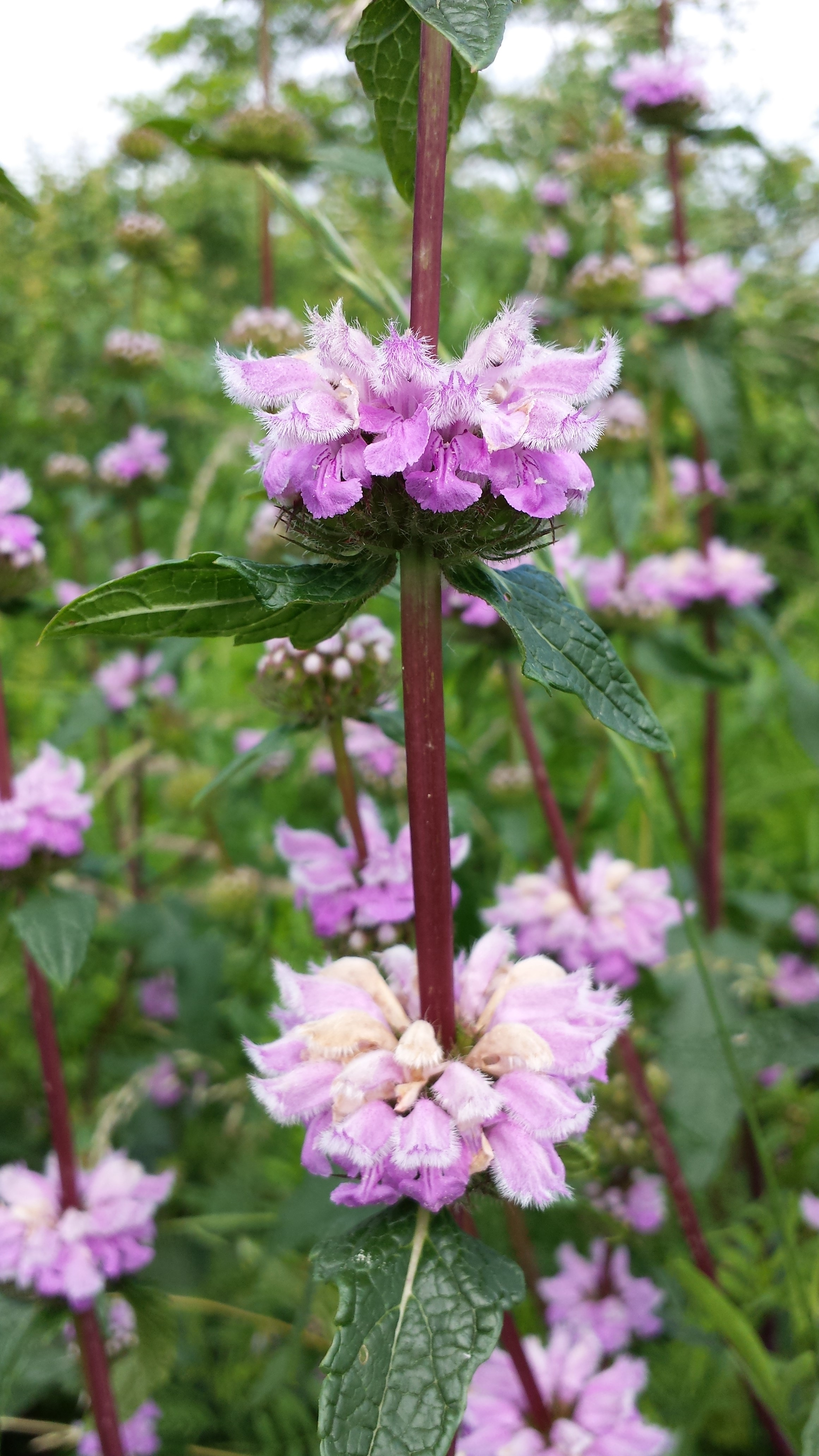
Détail d'inflorescence.
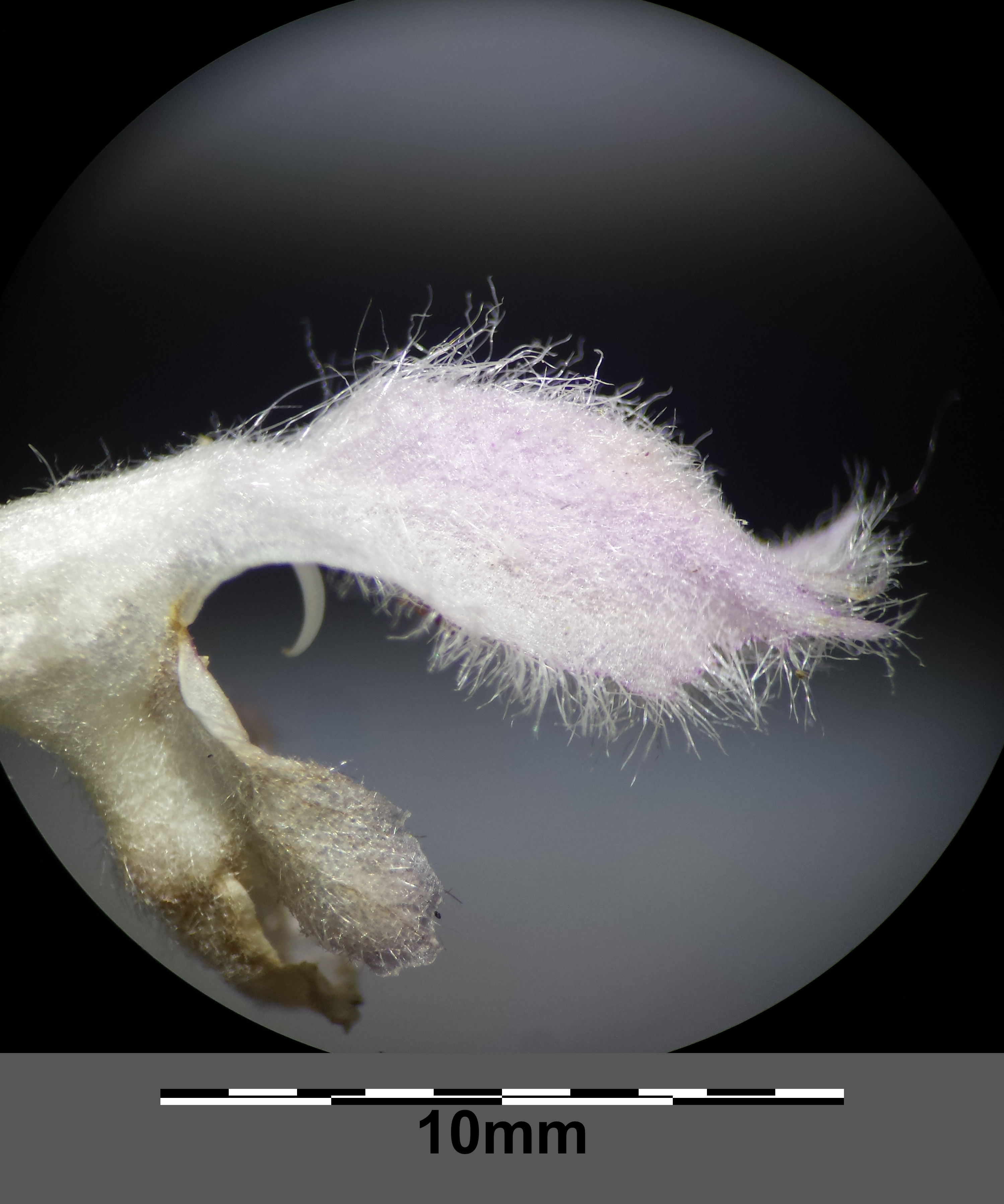
Les cils en partie supérieure de la corolle.
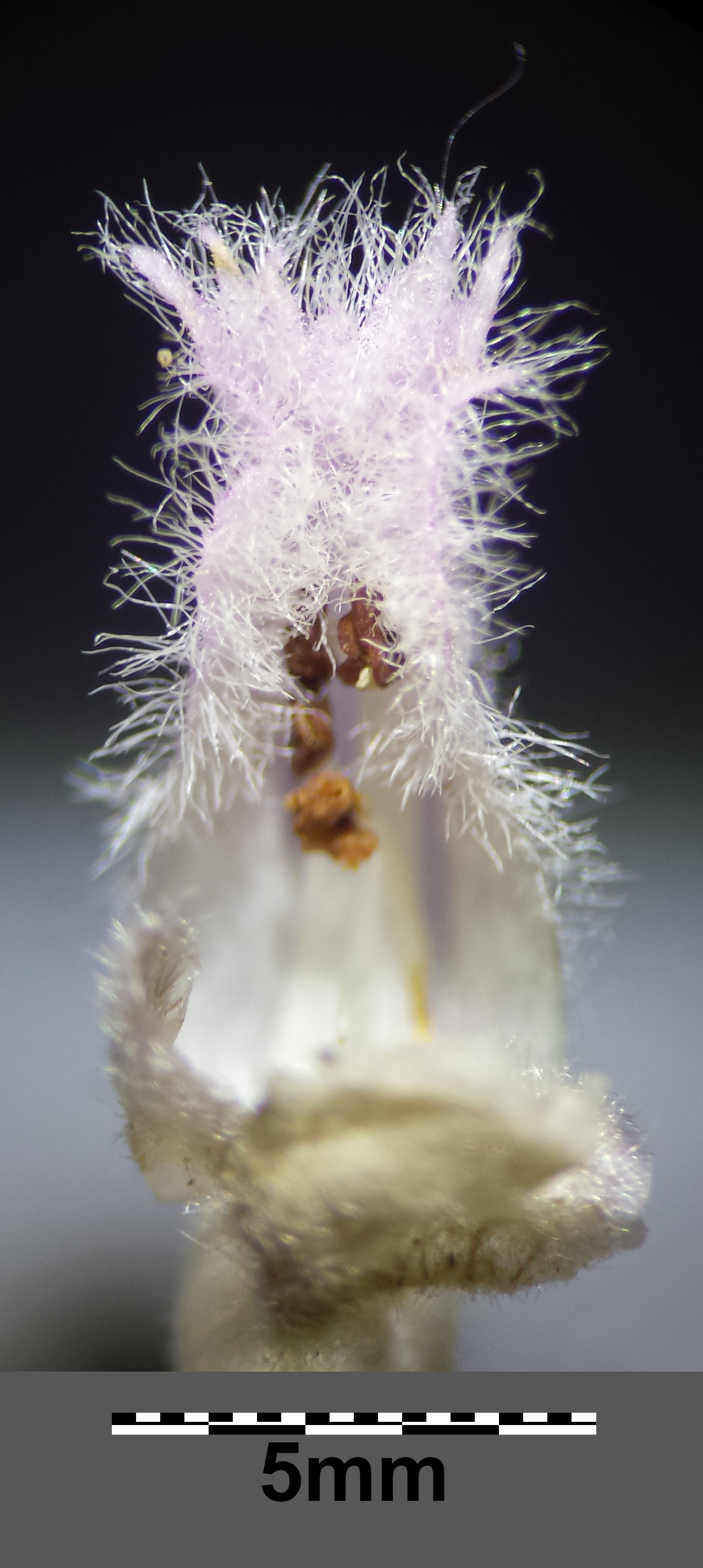
Vue des étamines.
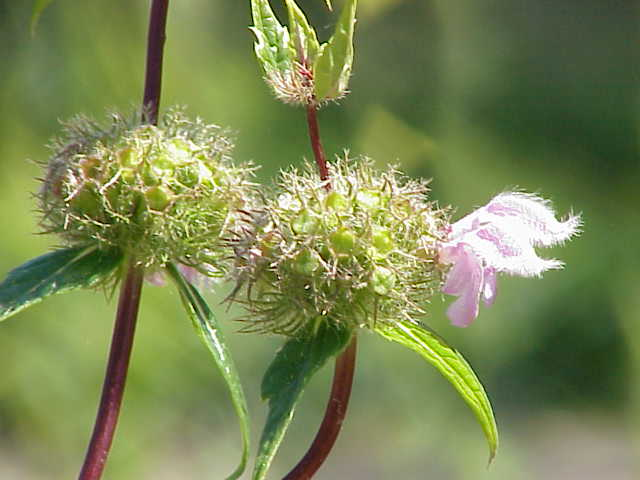
Infructescence avant maturité.
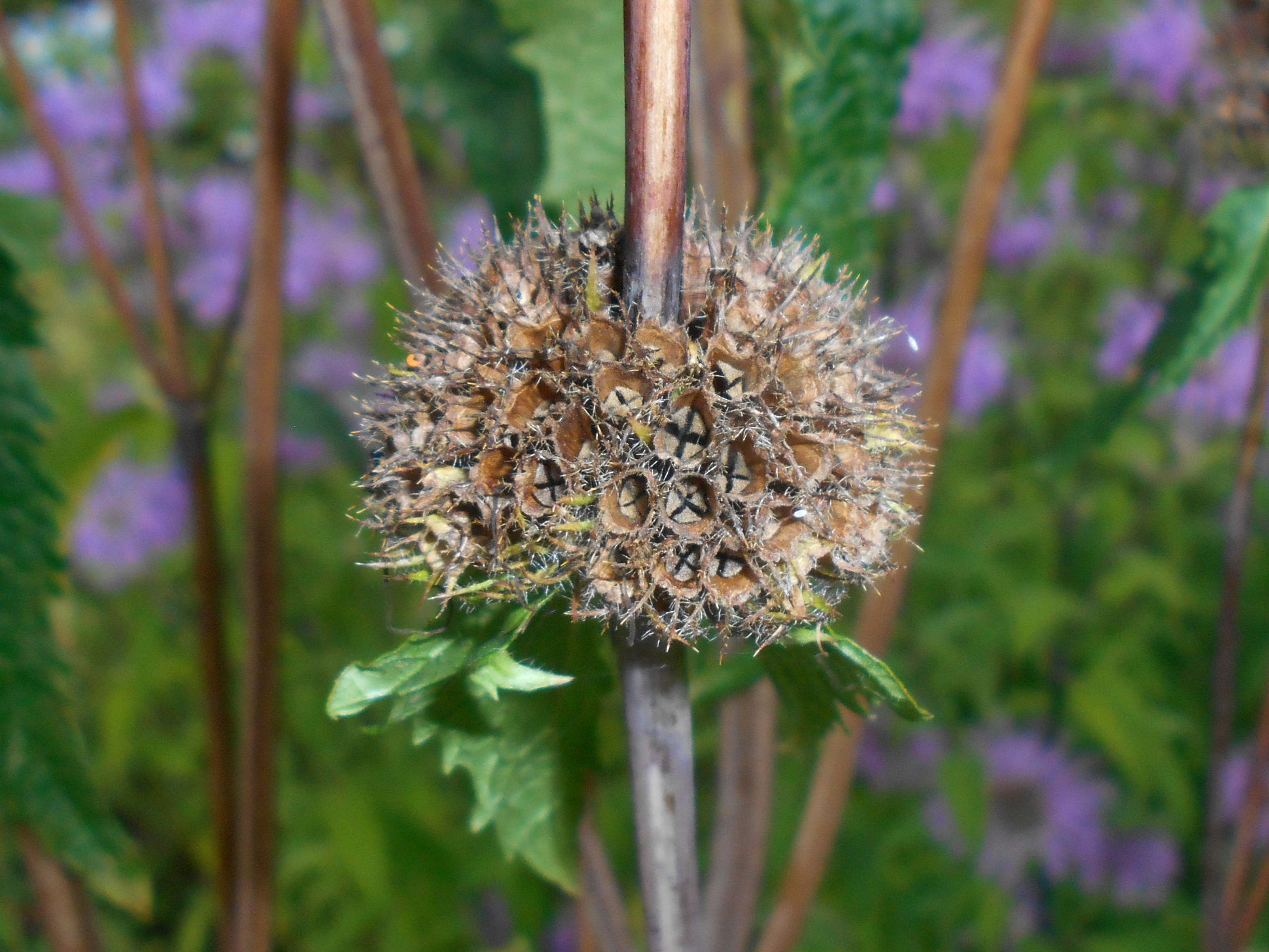
Infructescences mûres montrant les quatre graines (akènes) dans chaque calice.
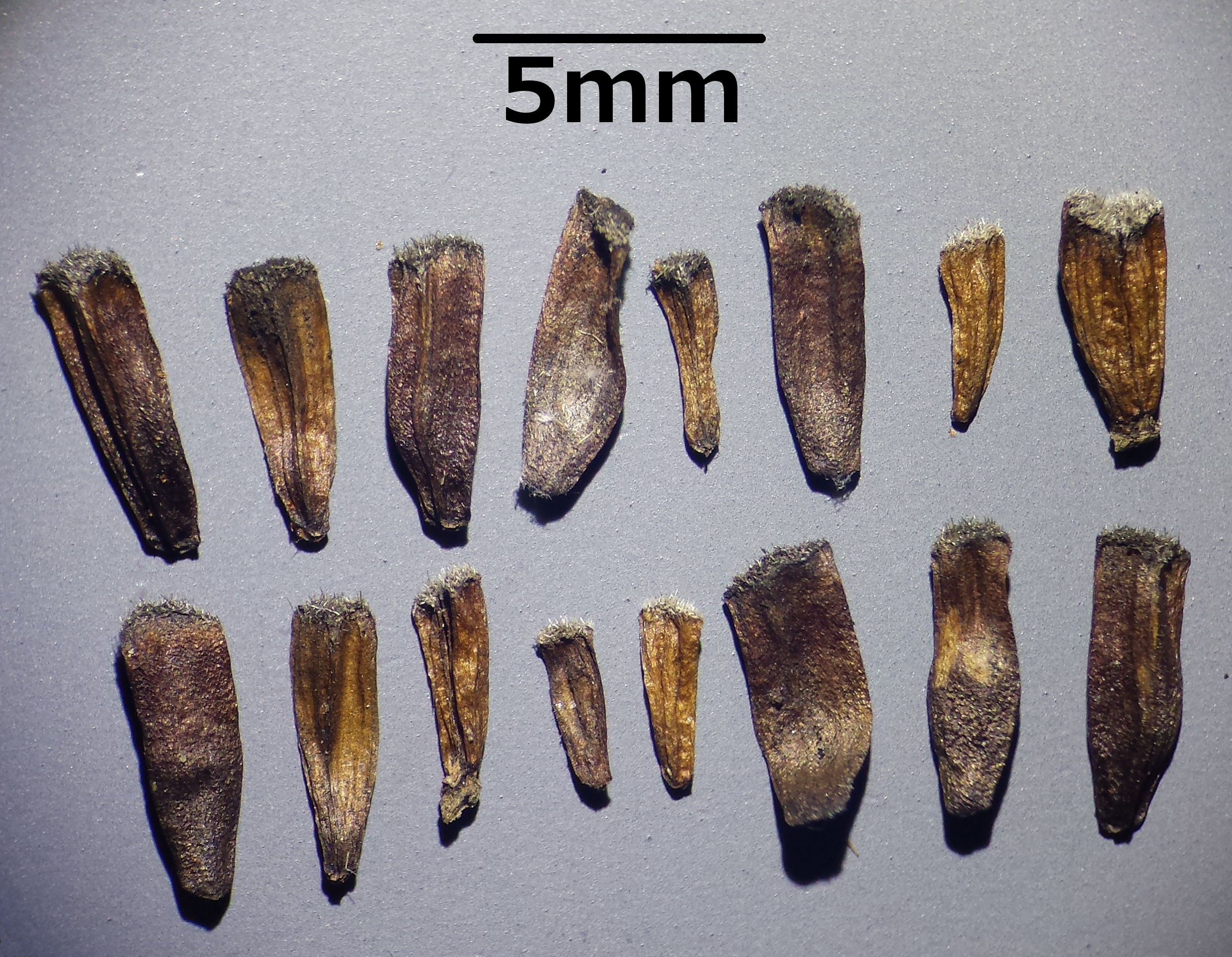
Graines mûres.
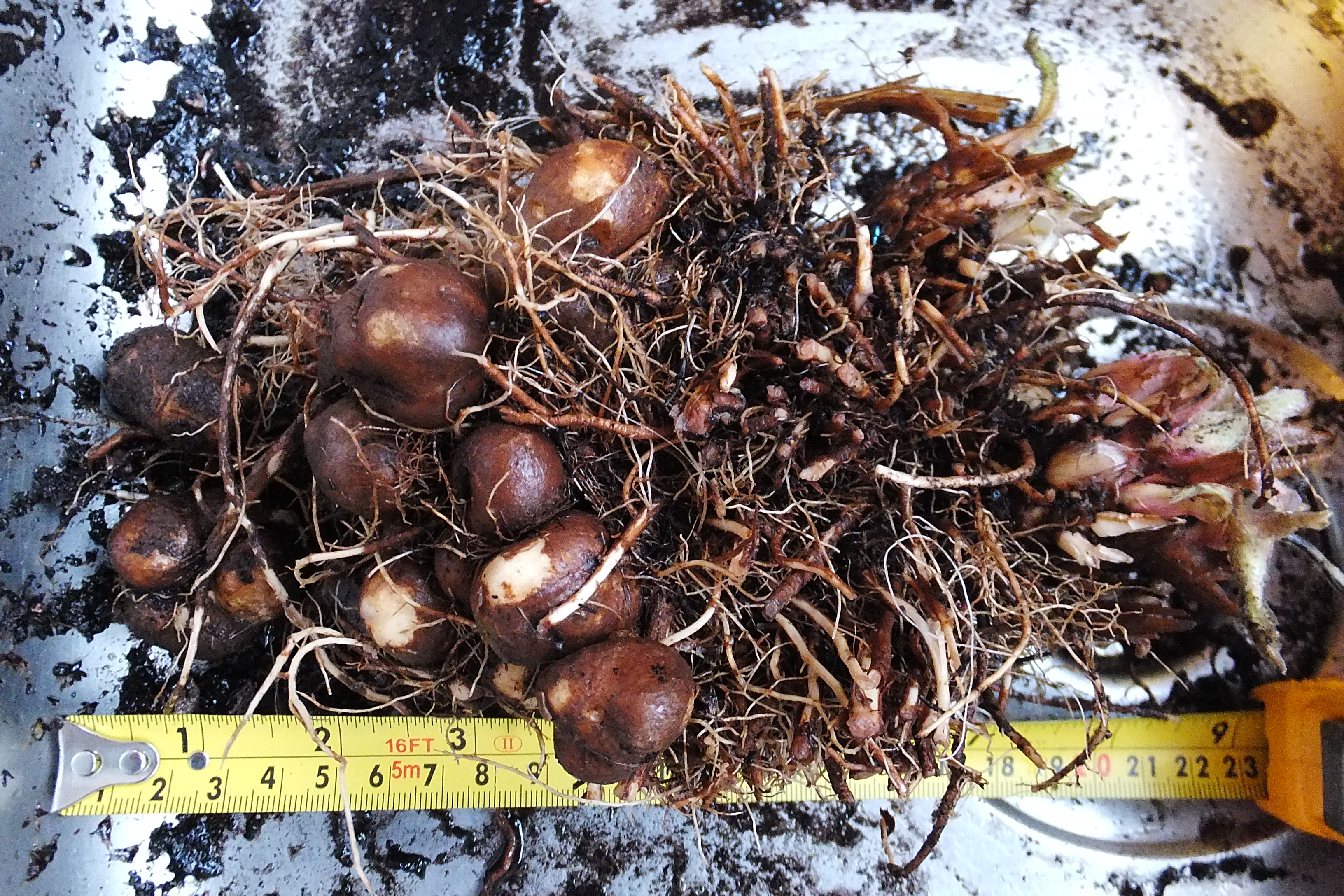
Tubercules comestibles.